# Scound

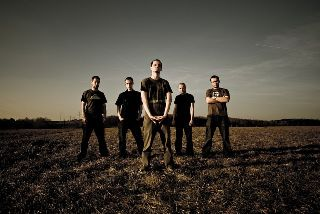
SCOUND promo

Scound je česká metalcore kapela z Třince. Mladí Třinečané, kteří jako jedni z mála v republice úspěšně naskočili na dnes profanovanou metalcorovou vlnu. Již v únoru 2007 vydali reprezentativní počin „No Second Chances“, který je z dnešní pozice brán spíš jako pre-debut s dobrým zvukem a délkou regulérního alba, ačkoliv již tehdy si kapela leccos odzkoušela a s klipem ke skladbě „The Demons“, který byl odvysílán v televizním pořadu Madhouse na hudební stanici Óčko, načala promo kampaň, v níž pokračuje i následníkem, jenž vychází pod křídly českého labelu Crystal Productions, a který míří ke všem milovníkům moderního metalu a hardcoru. 

## Historie
- 2003 - vznik kapely SCOUND
- 2003 - 2005 - časté změny na postech, tvorba hudebního materiálu
- 2006 - první zkušenost se studiem GM - Granko (R.I.P.) a natočení dvouskladbového dema.

O prázdninách roku 2006 se uskutečnil první koncert a na podzim kapela míří do studia GM v Jablůnkově a pod taktovkou Martina Roženka ( klávesy - ADOR DORATH) natáčí první album No second chances.
- 2007 - začátkem roku se dostávají pod záštitu Breakpoint booking agency a začíná koncertovat. V únoru 2007 vychází první deska No second chances, křest alba za podpory kapel John Ball, Sheeva Yoga, Hibakusha. Koncerty po boku českých kapel ACTION, LOCOMOTIVE, X-CORE a dalších. Závěrem roku 2007 předskakují holandským BORN FROM PAIN.

- 2008 - tvorba materiálu na druhou desku, opět velké personální změny, koncerty

- 2009 - na počátku roku se sestava ustálila a v jeho polovině nastupuje SCOUND do studia EastHill v Třinci, které vlastní  kytarista Venca Liberda, zde proběhne natáčení druhé desky, která nese název "AT THE POINT OF DEATH".

- 2010 - Vydání a křest desky At the point of death u labelu Crystal productions, příprava na natáčení v pořadí třetí desky, support Bleeding through v Nitře (Slovakia)

## Diskografie
- No second chances(2007) - první deska vyšla v lednu roku 2007, nahrávání proběhlo ve studiu GM recording, produkce Martin Roženek

- At the point of death(2010) - druhé EP album vyšlo v únoru roce 2010 u Crystal productions, nahráno bylo ve vlastním studiu  Easthill, produkce Venca Liberda

## Členové
- Michael Rusz - vokalista

- Petr Demian - basista

- Tanasis Andoniadis - bubeník

- Jakub Angus - rythm kytara

- Václav Liberda - solo kytara.